# Luis Fuentes (chilijski piłkarz)
Luis Alberto Fuentes Rodríguez (ur. 14 sierpnia 1971 w Petorce) – chilijski piłkarz występujący na pozycji obrońcy. Zawodnik klubu Coquimbo Unido.

## Kariera klubowa
Fuentes karierę rozpoczynał w 1991 roku w zespole Coquimbo Unido. Jego barwy reprezentował przez 8 sezonów. W 1999 roku odszedł do Cobreloi. W sezonie 2003 wywalczył z nią mistrzostwo faz Apertura oraz Clausura Primera División de Chile, a w sezonie 2004 ponownie mistrzostwo Clausura. W 2004 roku został także uznany Piłkarzem Roku w Chile. Przez 10 sezonów dla Cobreloi zagrał 295 razy i zdobył 18 bramek.
W 2009 roku Fuentes wrócił do Coquimbo Unido. Tym razem występował tam przez jeden sezon. Następnie, przez 2 sezony grał w Deportes Iquique, a w 2012 roku po raz kolejny został graczem Coquimbo Unido.

## Kariera reprezentacyjna
W reprezentacji Chile Fuentes zadebiutował w 1998 roku. W 2001 roku znalazł się w drużynie na Copa América. Na tamtym turnieju, zakończonym przez Chile na ćwierćfinale, wystąpił w spotkaniach z Ekwadorem (4:1), Wenezuelą (1:0) oraz Meksykiem (0:2).
W 2004 roku Fuentes ponownie został powołany do kadry na Copa América. Zagrał na nim w 3 meczach: z Brazylią (0:1), Paragwajem (1:1) oraz Kostaryką (1:2), a Chile odpadło z turnieju po fazie grupowej.
W latach 1998–2005 w drużynie narodowej Fuentes rozegrał łącznie 27 spotkań i zdobył 5 bramek.